# PCカード
PCカード（英: PC Card）とは、日米協調して規格統一を行ったパソコン用小型カード型インタフェース、およびその規格による拡張カードである。主に、ノートパソコンや小型の省スペース型デスクトップパソコンで利用される。PC向けインタフェース規格として初めて、本格的なプラグアンドプレイ、ホットスワップを実現した。

## 概要
当初は「PCMCIAカード」「PCMCIAスロット」などと呼ばれたが、1993年に規格の統一呼称として「PCカード」が制定されたため、「PCMCIA」とは規格策定団体（のみ）を指すようになった。
PCIをベースに32ビット化されたPCカードをCardBus（カードバス）という。このため、従来のISAをベースにしたPCカード規格を区別するために後付けで16ビットPCカードと呼ぶ場合がある。また、コンパクトフラッシュは、16ビットPCカードを小型化したもので、サイズとピン数以外はほとんど同じ規格である。
後継規格としてExpressCardがあるが、これはUSB 2.0とPCI Expressをベースにしたもので、PCカードとの互換性はない。ただしカードバス規格のPCカードスロットではUSB2.0を増設できるため、USB2.0だけを利用するExpressCardに限り、カードバスで使用するための変換アダプタは存在する。

## 歴史

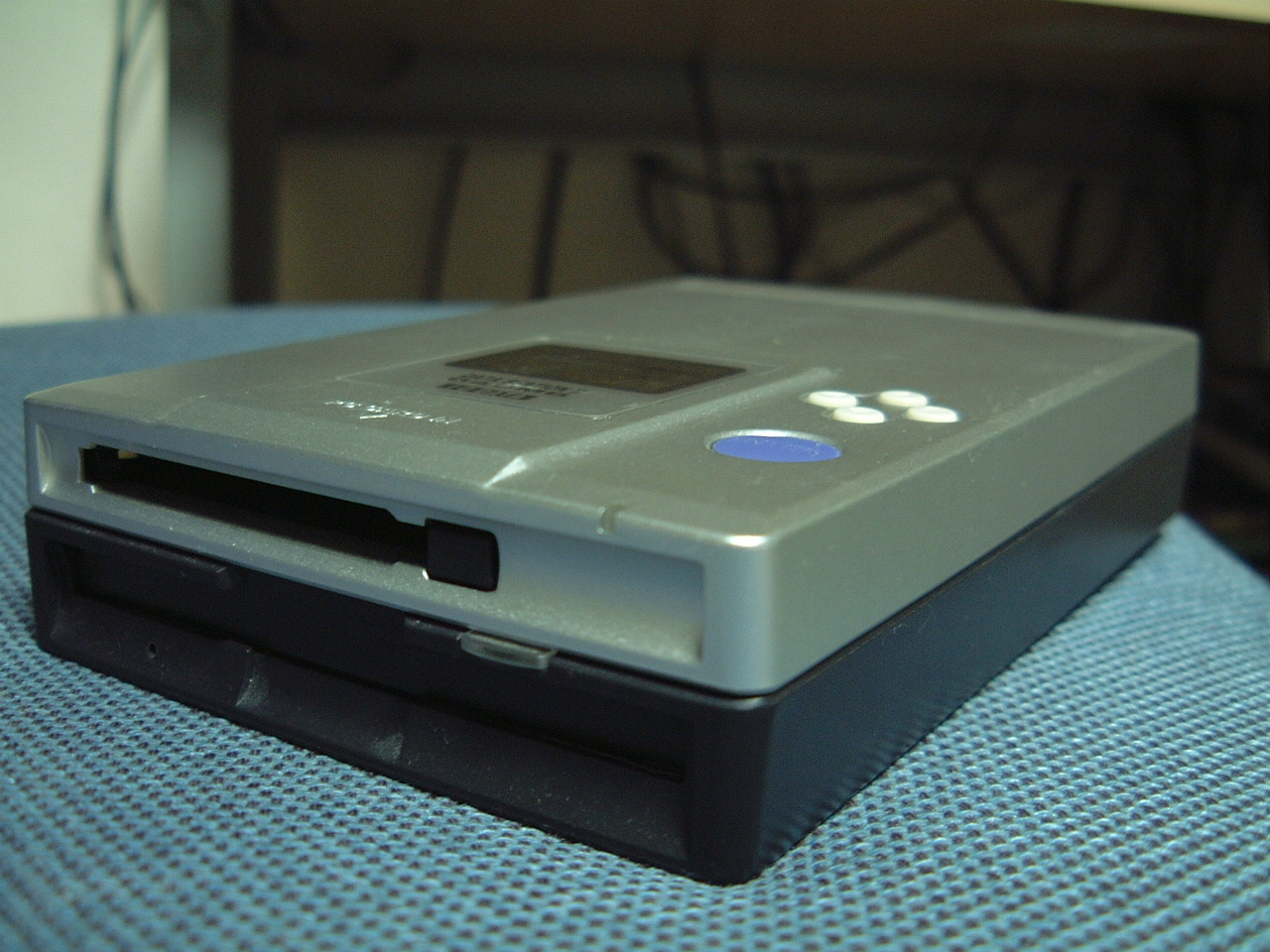
PCカードドライブ（上部）が付いたMOドライブ

1985年、日本電子工業振興協会 (JEIDA、当時）に、ICメモリカード技術専門委員会が設置され、規格仕様の検討が開始された。当時はまだノートパソコンは存在せず、主に電子手帳向けの規格だった。
1989年に、米国でパソコン用メモリーカードの規格統一のための組織、PCMCIA (Personal Computer Memory Card International Association) が設立されたのを受け、1990年にJEIDAの呼びかけで共同作業が開始され、JEIDAガイドラインVer4.0を基にして、PCMCIA Standard Release 1.0が発行された。当初は細部の互換性に欠けていたが、1993年PCカードガイドラインVersion4.2/PCMCIA Standard Release 2.1をもって互換性が得られ、統一呼称「PCカード/PC Card」とロゴマークが制定された。また、JEIDAガイドライン Ver.4.0以降、ATA/AIMS (Auto Indexing Mass Storage) などI/Oカード仕様も制定された。
1995年PC Card Standardとして統一規格が発行され、CardBus、3.3Vカード、マルチファンクションカードなど各種の新規格も盛り込まれた。
ICメモリカード技術専門委員会は、PCカード技術専門委員会に改組された後、JEIDAは現電子情報技術産業協会 (JEITA) に引き継がれている。

## 形状

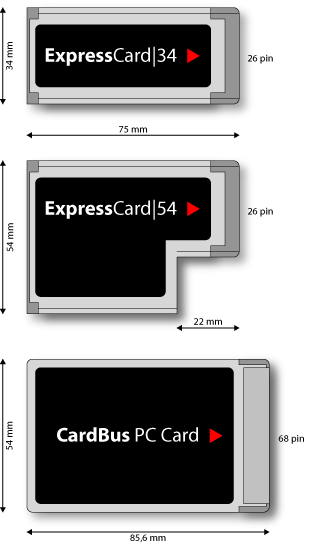
PCカード（下）とExpressCard2種

PCカードのサイズはクレジットカード大（長さ85.6mm×巾54.0mm）で、厚さにより以下のように分類される。
Type I (3.3mm)
主にSRAMカード、リニアフラッシュメモリカードに使われる。ただし、この種のメモリカードがほとんど使われなくなったことと、Type IIとしても実用上問題ないことから、Type Iのカードはあまり見られなくなった。
Type II (5mm)
主にATAフラッシュメモリカードや各種I/Oカードに使われる。Expressでは無いPCカードの多くはType IIである。
Type III (10.5mm)
主にATA HDDカードに使われる。ただし、マイクロドライブの登場後はほとんど使われなくなった。一部のネットワークカードで、モジュラープラグ用のジャックをカード後端に備えるべく、この形状を採用したものもある。
Type IV（10.5mm超、非標準）
一部のHDDカードで使われていた。一般的ではなく、その後は全く使われていない。
コネクタはカードの一端に設けられ、68ピンである。コネクタ部および側面ガイド部の厚さはすべて3.3mmであり、中央部の部品実装部分の厚さのみ異なる。Type IIIカードはType IIの厚さを上方向に倍にしたような形状である。そのため、Type IIスロットが上下に2つある場合、利用できることが多い。また、カード後部に突起部のあるカードや、外部機器との接続ケーブルのコネクタを備えたものも多い。専用の接続ケーブルを介さず、一般的な外部コネクタがカードと一体化したものはカプラレスとも呼称される。
PCカードには5V駆動のものと3.3V駆動のものがある。5Vのみ対応の本体に3.3Vカードを挿すと危険なので、コネクタ部側面に誤挿入防止キーが設けられている。同様にCardBus非対応のスロットにはCardBus専用のカードは差さらないようになっている（両対応カードは差せる）。またCardBusでは、電気的特性の安定化のため、コネクタ部上面に金色のグランドプレートと呼ばれる端子を備えている。
。

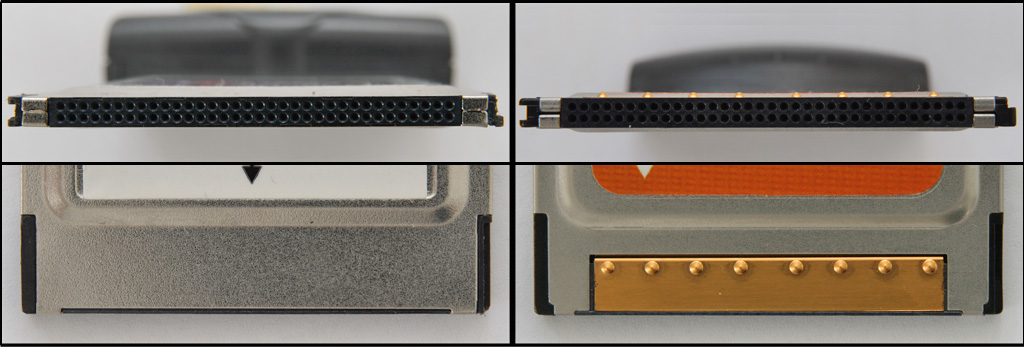
CardBus(右)にはグランドプレートがあるが16ビットPCカード（左）にはない

スロット側の形状もカードに合わせて決められている。入口にはふたが設けられているか、カードサイズの枠の形状をしたダミーカードを挿入するようになっており、PCカードを挿入していない状態における異物の侵入防止はじめ内部機構保護のための対策がとられている製品が一般的である。
Type IのカードはType IIのスロットに挿すことができる。また、Type II用スロットを重ねて設置することにより、Type I/IIカード最大2枚またはType IIIカード1枚を挿して使うことができ、ノートPCなどではこのようなスロットが一般的に採用されてきた。
しかし、2010年頃までには以下のような理由により、Type IIスロット1つのみを備えるケースが多くなっていた。
- フラッシュメモリカードの大容量化や超小型HDDカードの登場に伴い、Type IIIカードを使うことがほとんどなくなったため。
- 各種デバイスの内蔵化や、USBなど他のインタフェースの普及により、PCカードを同時に2枚も使う必要性が減ったため。
  - 特にカプラレスのPCカード同士ではコネクタ口が物理干渉しやすく、隣接するスロットに2枚同時に挿すこと自体が困難。
- 本体の薄型化のため。

またかつてはThinkPadなどで、PCカードスロットを3つ設けた機種もあり、さらに、ドッキングステーションやポートリプリケーターを利用し、合計4つ利用できる機種もある。また、各社のPCI Expressに対応したチップセットを搭載したモデルでは、本体はPCカードスロットのみとし、ドッキングステーションにExpressCardスロットを持つものや、主にA4サイズ以上のモデルで、本体にPCカードとExpressCardの両スロットを備えるものがある。
通常、スロット横にはイジェクトボタンがあり、これを押すと挿入したPCカードが押し出され、取り外すことができる。また、機種によってはスライドスイッチ状になっているものもある。なお、PCカードのインタフェースポートやアンテナなど外部に露出している部分があれば、それをつまんでそのまま引き抜くこともできるが、カードに無理な力が加わるおそれもあるため、イジェクト機構を使うことが望ましい。
また、ノートPCをケースから出し入れする際に、イジェクトボタンが飛び出した状態になることがある。これに気付かずに無理な力が加わると、イジェクトボタンの破損に繋がるので、取扱いに注意を払う部分である。

## ソケットサービスとカードサービス
一般にPCカードのドライバはいくつかの階層に分かれている。Windowsの普及によりこれらを意識する必要性は減っているが、Windows 9xでMS-DOS用ドライバで運用するときなどに理解が必要なケースもある。
ソケットサービスはPCカードスロットのコントローラチップを直接運用するもので、ハードウエアの違いを吸収する役割がある。カードサービスはPCカードとソケットサービスを仲介するドライバで、PCカードの使用するメモリアドレスなどのリソースを管理する。その上で各PCカードのイネーブラ（ドライバ）で認識させる形になる。サードパーティ製のPCカードスロット増設ボード製品の中にはソケットサービスのみが提供され、カードサービスはPC付属のドライバを使うような例もあるため、しばしばこれらを意識して区別する必要がある。
特にDOS上において特定のハードウエアを決め打ちすることで、これらのドライバを介さずに1つのドライバで特定のPCカードを半ば強制的に認識させるポイントイネーブラという形式のドライバもあるが、この場合は基本的にプラグアンドプレイに対応せず、他のPCカードとは併用できない。

## 32ビット規格と16ビット規格

### CardBusか否か
先述の通り、ハードウエア面においてCardBusは32ビット、従来のPCカードは16ビットの規格と言える。CardBusスロットは従来の16ビットPCカードを利用することもできるが、逆に従来の16ビットPCカードスロットでCardBus専用カードを利用することはできないため、先述のように物理的に挿入できないようになっている。カードによってはスイッチ切り替えで両方に対応させた製品もあり、差し込み部分の物理形状は16ビットPCカードと互換だが、CardBus特有のグランドプレートも断片的な形状のものが設置されている。
デスクトップ機において本来PCIスロットを使うような新しい規格のデバイスは、PCカードにおいては基本的にCardBusで提供される形になる。例えば多くの場合においてUSBポートを増設するPCカードはカードバス専用であり、mobioのような16ビット規格のPCカードスロットしか備えないPCでUSBカードを利用することはできない。
CardBusスロットは従来の16ビットPCカードスロットと比べて信号線の総延長の制限が厳しくなっており、デスクトップ機などにCardBusスロットを増設するPCIカードはPCIブラケットに直接PCカードを差せるような形状が基本である。フラットケーブルを引き回してカードスロット部分をフロントベイまで延長するタイプの製品では、ハードウエアとしてはCardBusカードを挿入可能であっても16ビットPCカードしか動作保証されていないことがある。

### Windowsネイティブドライバか否か
Windows 9x系では、「システム」のプロパティで「パフォーマンス」タブにPCカードの項目があり、PCカードスロットが32ビットか否かが表示される。しかし紛らわしいことに、これは上記のCardBusか否かというハードウエアには全く関係が無い。ここで言うPCカードの32ビットとは、Windows 9xのネイティブドライバで動作していることを指し、使用しているドライバすなわちソフトウェア側の種別を表したものである。従来規格の16ビットPCカードスロットであっても32ビットOSであるWindows 9xではできるだけ32ビットドライバで運用すべきであるし、逆に32ビット規格であるCardBusスロットをリアルモード（すなわち16ビット）のドライバで運用することもできないわけではない。
この場合リアルモード（16ビット）とは、PCカードスロットのドライバがMS-DOS用のドライバをベースに動作している「MS-DOS互換モード」のデバイス状態を指す。したがってWindows NT系では16ビットのドライバは存在しない。リアルモードドライバで運用する場合にはデバイスマネージャでPCカードスロット（のネイティブドライバ）を無効に設定しておく形になり、無効になっているときはMS-DOS用ドライバの有無に関係なくシステムのプロパティではPCカードスロットがMS-DOS互換モードと表示される。MS-DOS用ドライバは一般にWindows 9xに付属するものではないため、必要であれば別途用意して組み込む必要がある。当然ながらWindowsネイティブドライバのほうが使い勝手がよく、PCカード側のドライバもWindows 9x用のものが利用できる。逆にPCカードスロットがリアルモードドライバ動作の場合はPCカード側のドライバもMS-DOS/Windows 3.1用ドライバを使用しなくてはならない。この場合はMS-DOS相当の段階で認識させるため、ホットプラグに対応しないものも多い。
Windows 9xをインストールするときに光学ドライブのような重要なストレージがPCカード経由で接続されている場合にはインストールが完了するまでMS-DOS用のドライバを使い続けなくてはならないため、PCカードスロットの32ビットドライバはインストールされない。この場合はインストール完了後に32ビットドライバに置き換えることが推奨されている。32ビットWindowsであえてリアルモードドライバを使用するケースとしては、Windows起動初期の段階から認識させる必要のある機器のほか、PCカード側で32ビットドライバが用意されていない場合なども挙げられる。例えばPC-9821Ne等に搭載されたJEIDA4.1/PCMCIA2.0規格のPCカードスロットの場合、Windows 95にはPCカードスロット側の32ビットネイティブドライバは用意されているものの、PCカード側の32ビットドライバがJEIDA4.2/PCMCIA2.1以降のPCカードスロットにしか対応していないというケースが少なくなかった。しかしMS-DOS/Windows 3.1用ドライバであればJEIDA4.1/PCMCIA2.0にも対応していたというPCカードもあるため、そのようなものはPCカードスロットをMS-DOS用ドライバで運用する形で利用できる可能性がある。このほか、DOS用ドライバとWindows用ドライバでは機能が異なるようなPCカードも挙げられる。一例としてPC-9800シリーズ用サウンドカードCF-VEW213P（パナソニック）やLPM-SU98（ロジテック）を例に取ると、DOS用イネーブラはFM音源だけを有効にするもので、Windows用ドライバはPCM音源だけを有効にする排他仕様である。このためWindows上でどうしてもFM音源を使用したい場合にはPCM音源の使用を諦めて、PCカードスロットともどもDOS用ドライバのみで認識させるしか方法が無かった。

## 用途
以下のようなさまざまな用途のカードが市販されている。
- ストレージ系
  - SRAM
  - リニアフラッシュメモリ
  - ATAフラッシュメモリ
  - コンパクトフラッシュ、SDメモリーカード、メモリースティックなど各種メモリーカードのアダプタ
  - ATA HDD
- シリアル系
  - アナログモデム
  - ISDNターミナルアダプタ
  - 携帯電話・PHS・WiMAXなどの回線を使用したデータ通信カード
- インタフェース系
  - SCSI
  - ATAPI
  - USB
  - IEEE 1394
  - eSATA
  - RS-232C
  - プリンタポート
  - GPIB
- ネットワーク系
  - イーサネット
  - トークンリング
  - 無線LAN
  - Bluetooth
- マルチメディア系
  - ワンセグチューナー
  - ビデオカード
  - ビデオキャプチャ
  - サウンドカード
  - ゲームポート

初期のSRAMカードやリニアフラッシュメモリカードは主記憶上に直接配置できる構造になっているが、その後のコンパクトフラッシュ等のメモリカードはATAのインタフェースを経由する形でI/Oカードとして実装されているものが多い。
2006年時点では、各種デバイスの内蔵化やUSB2.0など、他のインタフェースの普及により、よく利用されるカードはメモリカードアダプタ、無線LAN、PHSデータカードなど、そのPCが発売当時に持っていなかったインタフェースの追加、増設用に限られてきている。また、一時期は、コンパクトフラッシュサイズも多かった。ネットブックなどには、内蔵スペースや重量の問題もあり、PCカードスロットは設けられることは少ないが、2009年以降は、15から16型のオールインワンノートパソコンでも省かれる例が見られるようになった。ただし、スロットが無い場合はUSB2.0はもちろん、eSATAなど、ひととおりの高速インタフェースや無線LANは完備していることが多い。
技術向上により、転送速度が、CardBusベースPCカードの転送速度 (132MB/s) を上回るようなインタフェースも出てきており、そのような場合はCardBusがボトルネックとなって性能をフルに生かせないため、シリアルATA/eSATA (150MB/s) のように性能ダウン覚悟で繋ぐカードとなったり、USB3.0 (600MB/s) のように発売されない可能性もある。このため、ノートPCでUSB3.0クラスの高速インタフェースを増設する可能性がある場合は、ExpressCardのPCI Expressタイプ対応機が必要である。なおExpressCardをCardBusスロットに接続する変換アダプタもあるが、一般に通信カードなどのUSB2.0タイプの信号線を利用したExpressCard専用であり、PCI Expressタイプの信号線を利用するUSB3.0のようなExpressCardは動作しない。
Express Cardと比べるとサイズが大きい分だけ、広い空間が利用できるという利点もある。例えばPCカードスロットに収納して持ち運べるマウス製品も2000年代後半に発売されている。この頃はまだPCカードスロットを搭載したノートPC製品が現役であり、Express Cardとはしばらく併存していた。

### 画像

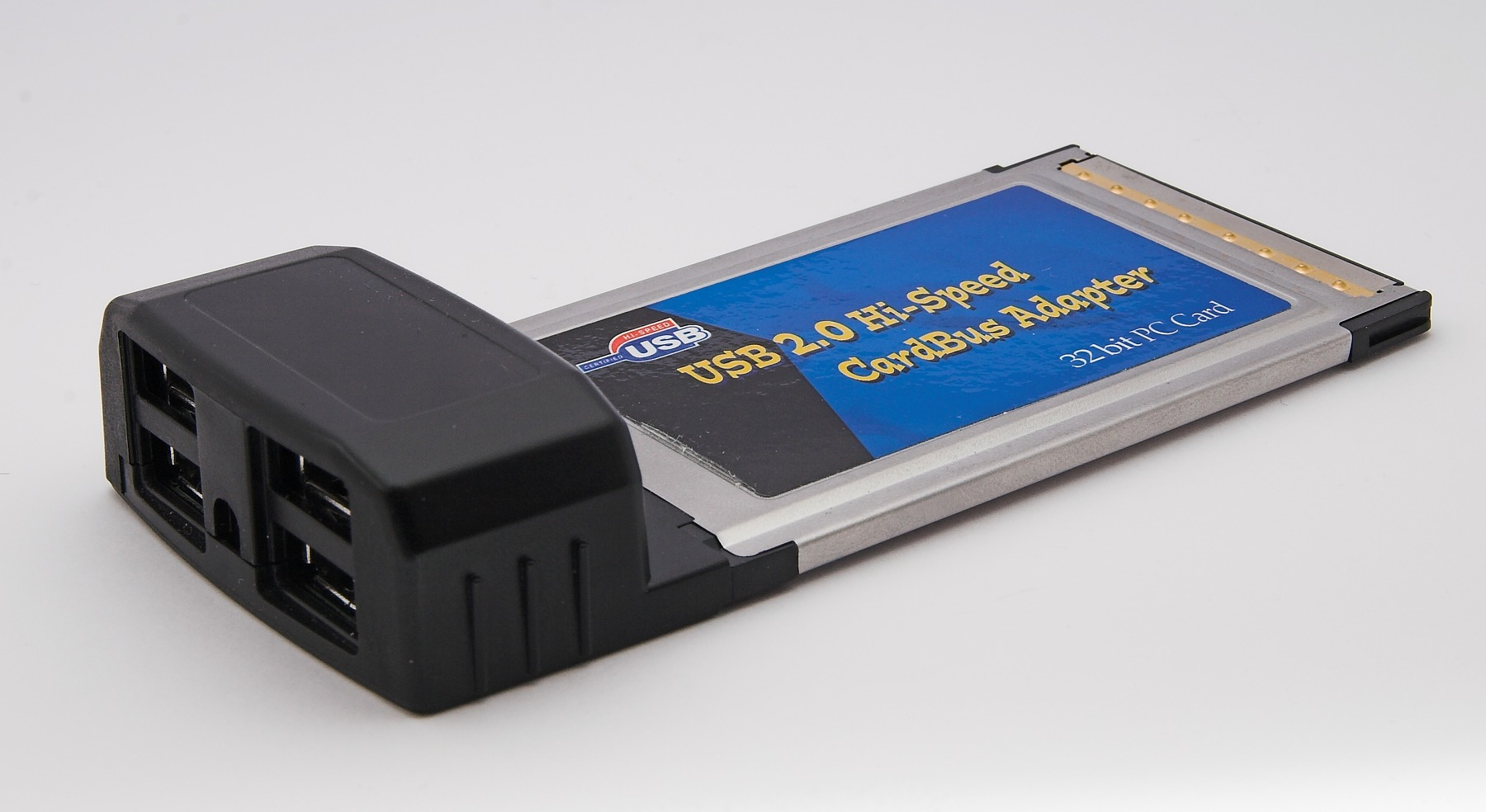
4ポート USB 2.0 カード
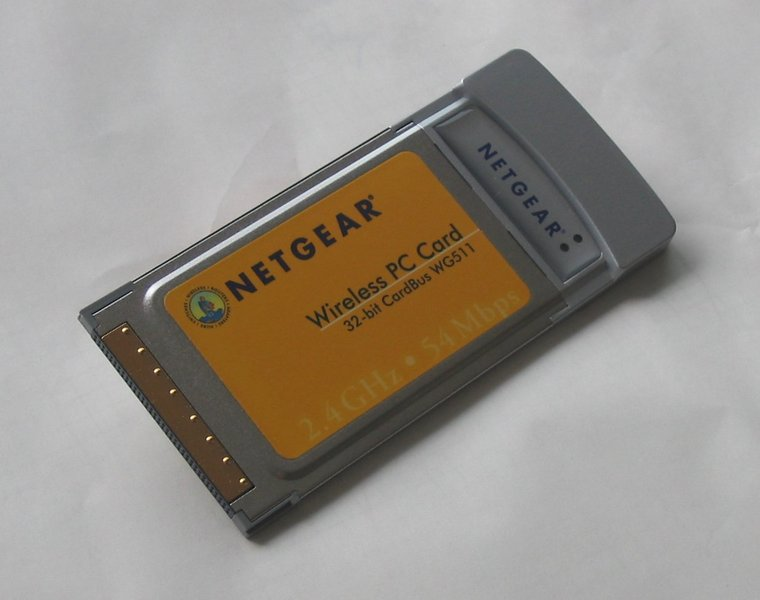
無線LANカード
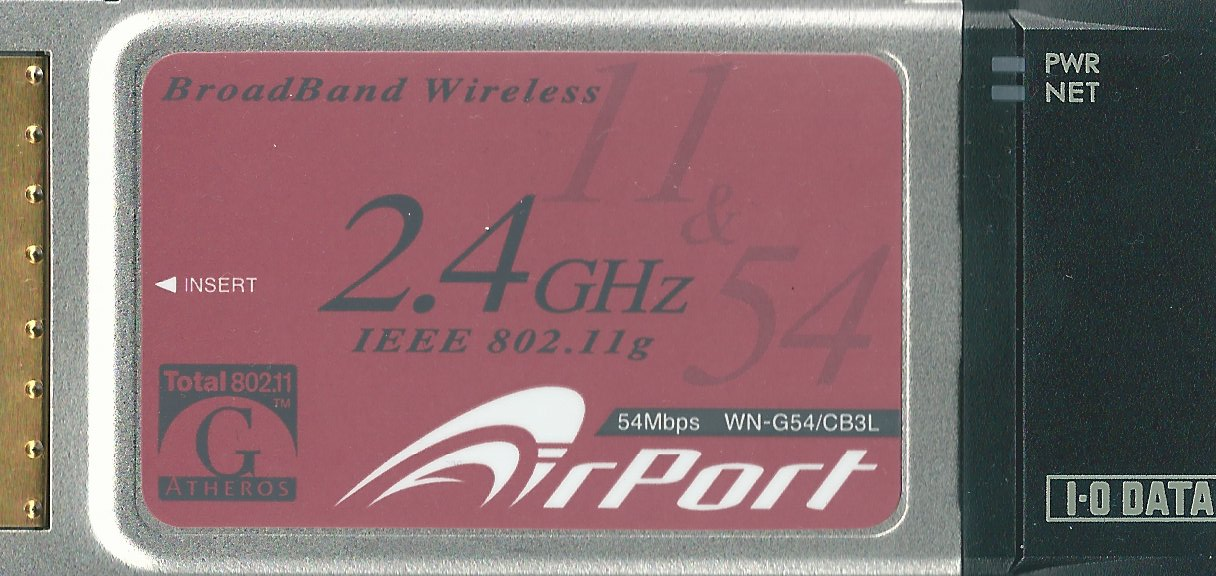
2.4GHz無線LANカード
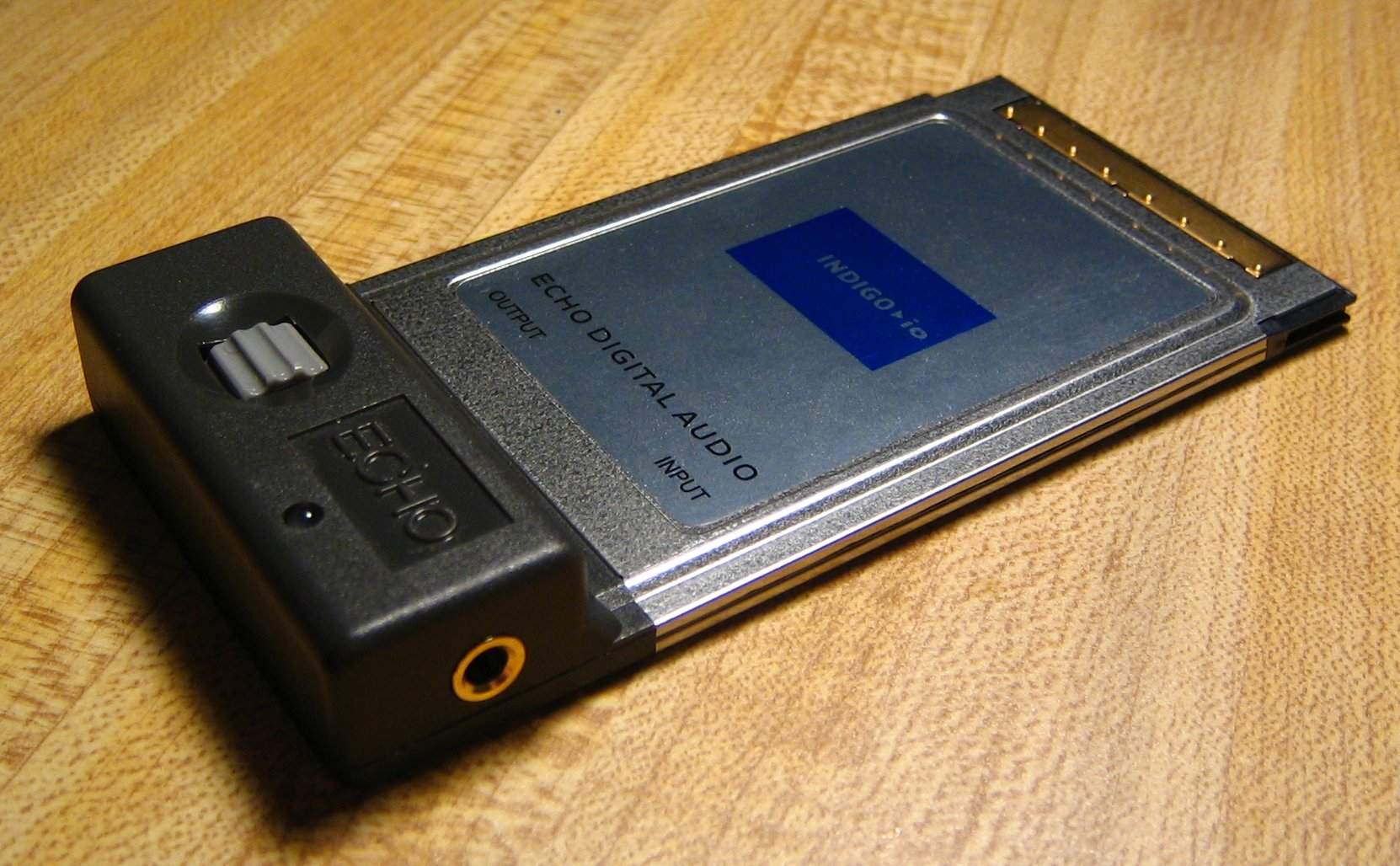
サウンドカード
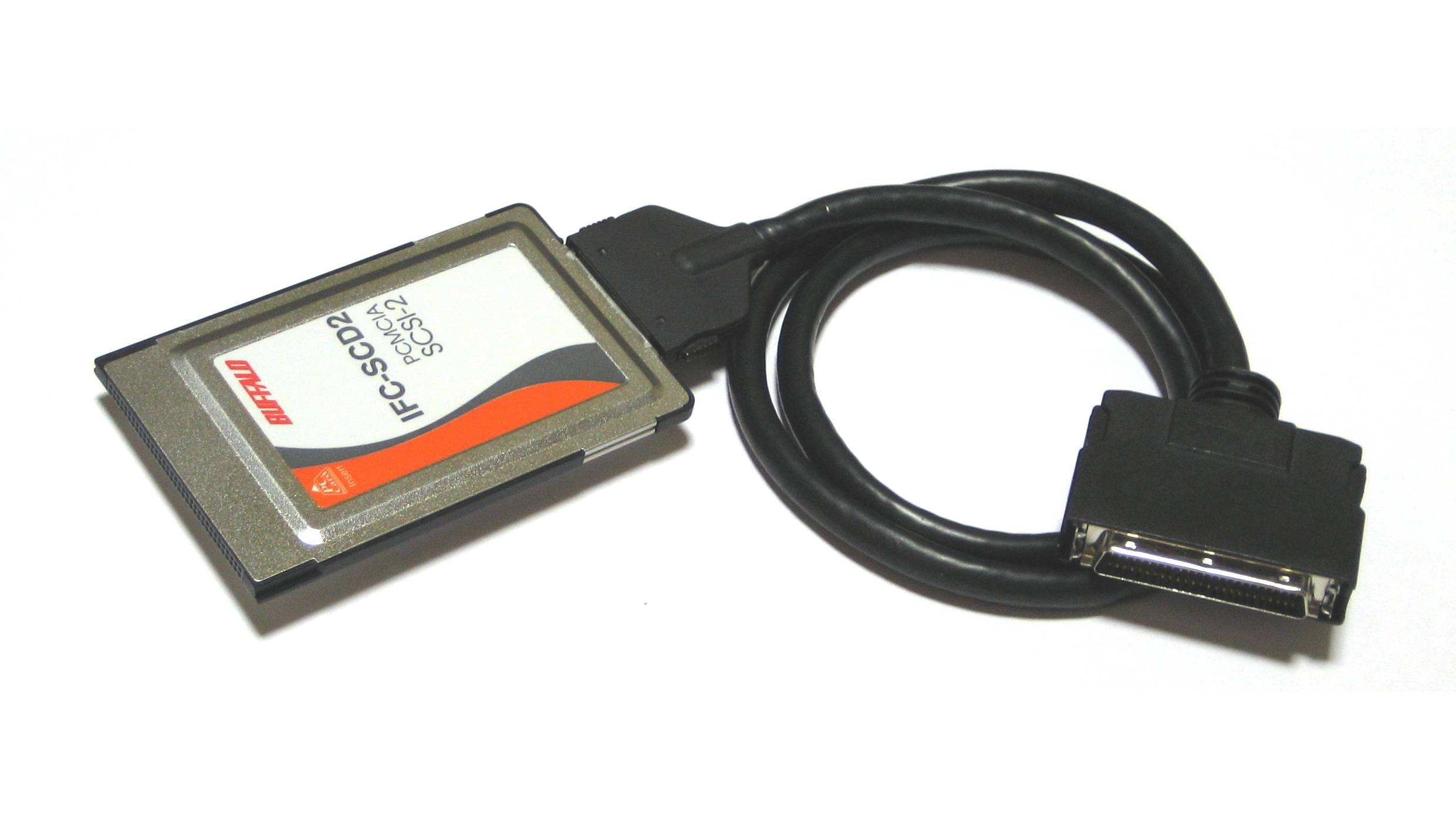
SCSI カード
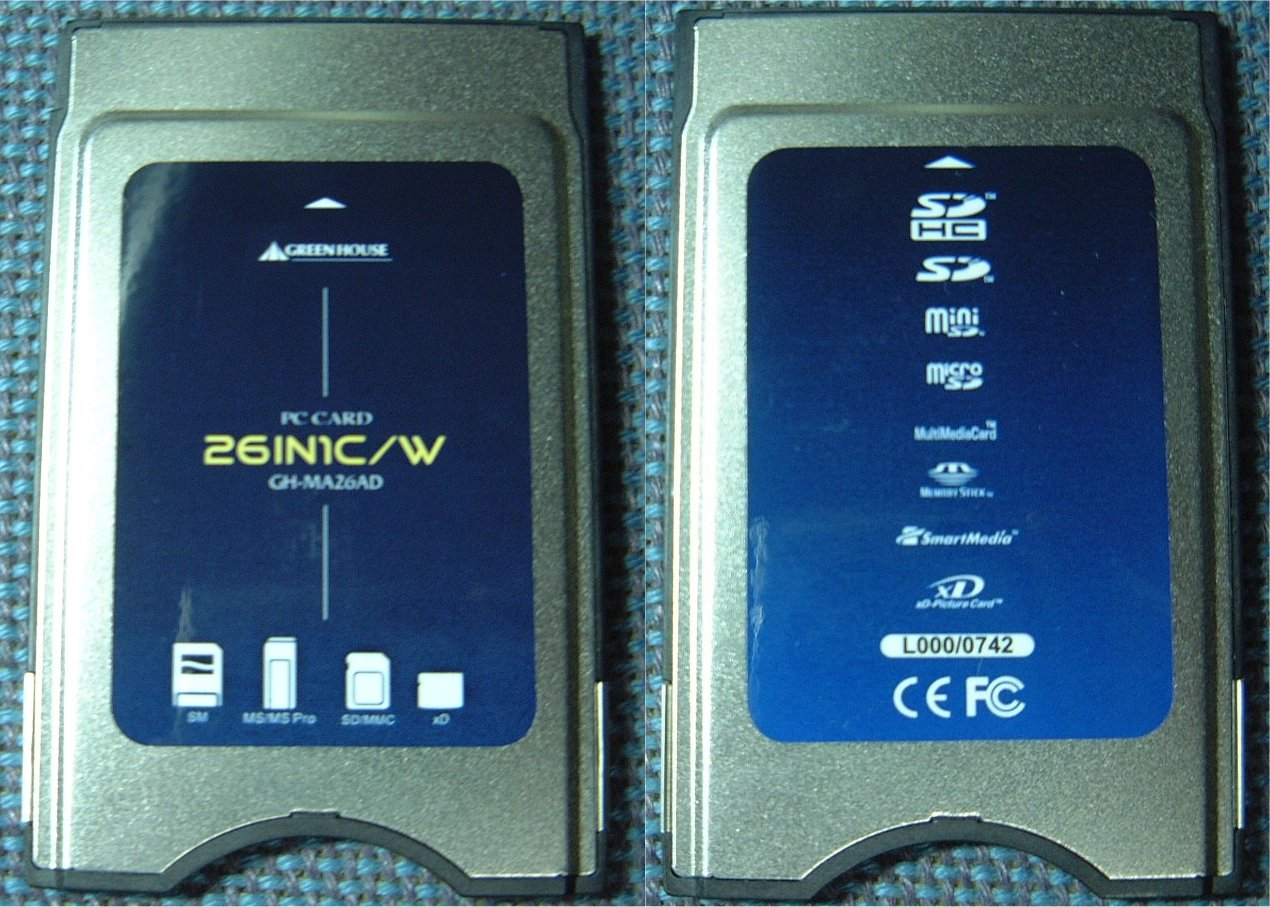
メモリーカードアダプタ

## 規格
- JEIDA1.0
- JEIDA2.0
- JEIDA3.0 : FM TOWNS、ネオジオなど - 「ICメモリカード」スロット
- JEIDA4.0 / PCMCIA1.0 : FM TOWNS（II以降）、PC-9801NL、PC-98HA (HANDY98) など - メモリ空間拡張
- JEIDA4.1 / PCMCIA2.0 : PC-9821Ne、FM TOWNS II model SN、HP200LXなど - ATA・I/Oカードに対応
- JEIDA4.2 / PCMCIA2.1 ： PC-9821Np・PC-9801NL/A以降
- CardBus - バス幅を16ビットから32ビットに拡張したもの。
- CardBay - USB2.0やIEEE1394の規格を参考に開発されたCardBusの後継規格。ほとんど普及しなかった。
- Zoomed video port（英語版）（ZV Port） - 動画用